# Hydrotaea cyaneiventris
Hydrotaea cyaneiventris este o specie de muște din genul Hydrotaea, familia Muscidae, descrisă de Macquart în anul 1851. Conform Catalogue of Life specia Hydrotaea cyaneiventris nu are subspecii cunoscute.